# Орловский юридический институт МВД России
Орловский юридический институт Министерства внутренних дел Российской Федерации имени В.В. Лукьянова (ОрЮИ МВД России имени В.В. Лукьянова) — федеральное государственное казённое образовательное учреждение высшего образования, осуществляющее подготовку, переподготовку и повышение квалификации для правоохранительных органов МВД России.
Знак Института. Знак Орловского юридического института МВД России имени В.В. Лукьянова объединяет в себе символы, каждый из которых имеет определённое значение.
Щит символизирует защиту закона, социального порядка, конституционных прав и свобод граждан и подчёркивает принадлежность института к Министерству внутренних дел Российской Федерации. Щит - символ защиты и стабильности.
Меч является символом воинства, рыцарства. Как ведомственная эмблема меч означает принадлежность к тем, кто охраняет закон. Меч - оружие рыцарей правопорядка. Книга - эмблема просвещения, знания, образования.
В центре щита на лазоревом поле расположен герб города Орла, символизирующий принадлежность образовательного учреждения к старинному городу, вписавшему немало славных страниц в российскую историю.

## Историческая справка
20 апреля 1976 года во исполнение постановления Совета Министров СССР от 2 февраля 1976 года «О мерах по предупреждению дорожно-транспортных происшествий и снижению тяжести их последствий, повышению эффективности воздействия органов внутренних дел на состояние аварийности, дальнейшее совершенствование работы по обеспечению безопасности дорожного движения» приказом министра внутренних дел СССР на базе межобластной школы подготовки младшего и среднего начальствующего состава была создана Орловская специальная средняя школа милиции МВД СССР.
В кратчайшие сроки были решены проблемы комплектования научно-педагогических кадров, должным образом налажены учебный процесс и научно-исследовательская работа, создана материально-техническая база. Большой личный вклад в процесс становления ОССШМ МВД СССР внес доктор юридических наук, профессор, генерал-лейтенант милиции Лукьянов В. В., бывший начальник УВД Орловской области, а с 1967 года — начальник ГУ ГАИ МВД СССР.
Штат школы был укомплектован главным образом сотрудниками, имеющими большой практический опыт работы в правоохранительных органах. 5 декабря 1976 года в торжественной обстановке состоялось вручение знамени Орловской специальной средней школе милиции МВД СССР. В августе 1978 года был осуществлен первый выпуск курсантов ОССШМ МВД СССР, сто сорок девять человек были распределены для дальнейшего прохождения службы в различные подразделения ОВД краев и областей Советского Союза.
Знаменательной вехой в истории вуза стал 1991 год, когда на базе Орловской специальной средней школы милиции была создана Орловская высшая школа МВД РСФСР по подготовке кадров для органов внутренних дел по специальности «Правоведение». 17 мая 1997 года в соответствии с распоряжением Правительства Российской Федерации № 682-р она была преобразована в Орловский юридический институт МВД России. С 1 сентября 2008 года по решению Коллегии МВД России институт перешел на профильную направленность обучения специалистов для подразделений ГИБДД. Для решения поставленных задач в институте создан факультет подготовки специалистов ГИБДД и образована профильная кафедра организации деятельности ГИБДД. 30 мая 2013 года приказом Министра внутренних дел Российской Федерации Орловскому юридическому институту МВД России было присвоено почетное наименование «имени В. В. Лукьянова».
Первым начальником школы стал полковник милиции Константин Васильевич Кузнецов, работавший до этого на различных должностях ОВД Иркутской области и имевший опыт преподавательской работы в Саратовском военном училище имени Ф. Э. Дзержинского, Саратовской специальной средней школы милиции МВД СССР.
С 1983 года начальником ОССШМ МВД СССР был кандидат юридических наук, генерал-майор милиции Владимир Геннадьевич Капустянский, имевший опыт работы на руководящих должностях в УВД Орловской области.
С июля 1992 года высшую школу, а затем и институт возглавлял заслуженный юрист России, доктор юридических наук, профессор, генерал-майор милиции Евгений Николаевич Щендригин.
С 2008 года институт возглавлял кандидат педагогических наук, генерал-майор милиции, а с 2011 года генерал-майор полиции Игорь Александрович Калиниченко. В настоящее время – начальник Московского университета МВД России имени В.Я. Кикотя.
С мая 2013 года по июль 2022 года институтом руководил доктор юридических наук, доцент, генерал-майор полиции Сергей Андреевич Синенко.
С ноября 2022 года по настоящее время институт возглавляет  кандидат юридических наук, доцент, генерал-майор  полиции Дмитрий Леонидович Проказин.
За все годы существования учебного заведения было подготовлено свыше тринадцати тысяч сотрудников для правоохранительных органов нашей страны, стран ближнего и дальнего зарубежья.
Сегодня выпускники института трудятся в оперативных подразделениях, следственных отделах и управлениях, возглавляют территориальные органы внутренних дел. Среди выпускников учебного заведения — заместитель министра внутренних дел Вьетнама, руководители правоохранительных органов Йемена и Афганистана.

## Структура
Институт ведет образовательную деятельность: по образовательным программам высшего образования  - программам бакалавриата, программам специалитета; по программе подготовки научно-педагогических кадров в адъюнктуре; по программам профессионального обучения и дополнительного профессионального образования. Их реализацию обеспечивают 4 факультета, 14 кафедр, 5 отделов, а также 8 вспомогательных подразделений.

### Факультеты
- Факультет подготовки специалистов ГИБДД;
- Факультет подготовки следователей;
- Факультет заочного обучения;
- Факультет профессиональной подготовки, переподготовки и повышения квалификации;

### Адъюнктура
В адъюнктуре осуществляется обучение по  специальности:
40.07.01 — Юриспруденция;

## Учебно-материальная база
Большое внимание в институте уделяется совершенствованию учебно-материальной базы. Подготовка выпускников института осуществлялась на основе практико-ориентированного обучения, позволяющего сочетать формирование системы теоретических знаний с практическими навыками будущей профессиональной деятельности. С этой целью в  активно используются в учебном процессе при проведении занятий специализированные кабинеты (классы), оснащенные макетами, наглядными учебными пособиями, тренажерами и другими техническими средствами и оборудованием, соответствующим рабочим программам дисциплин и обеспечивающим реализацию проектируемых результатов обучения. Среди них: оперативно-технических средств ГИБДД (специальной техники); деловых игр «ДПС и розыск»; автомобильной подготовки; деятельности подразделений ГИБДД по исполнению административного законодательства; класс дорожного надзора ГИБДД; деятельности подразделений ГИБДД по пропаганде; активного социально-психологического обучения сотрудников Госавтоинспекции», криминалистический полигон «Осмотр транспортного средства» и др.
Для усиления практической направленности обучения в институте активно используется ситуационно-ролевой центр института, включающий в себя:
– ситуационный центр управления учебно-практическим комплексом;
– учебно-ситуационный центр технического надзора и регистрационно-экзаменационной деятельности подразделений ГИБДД;
– ситуационный центр оперативного управления силами и средствами подразделений ГИБДД;
– многофункциональный учебно-полигонный комплекс ДПС ГИБДД;
– учебно-тренажёрный комплекс повышения водительского мастерства сотрудников ОВД при управлении оперативно-служебным транспортом;
– тренажёрный класс приобретения первоначальных навыков управления транспортными средствами;
– многофункциональный полигон «Тактика следственных действий».
С октября 2015 года активно в образовательном процессе используется  межкафедральный многофункциональный учебно-полигонный комплекс на загородной учебной базе института, включающий в себя:
-                  лабораторно-диагностический комплекс дорожного надзора ГИБДД МВД России» с рабочим местом «Дефекты дорожного покрытия»;
-                   центр оперативного управления силами и средствами ОВД с рабочими местами «Парковая зона» и «Центр автоматической фиксации административных правонарушений ОДД ГИБДД (ЦАФАП ОДД ГИБДД)»;
-                  ситуационно-тренинговый комплекс «Стационарный пост ДПС»;
-                  ситуационно-тренинговый центр «Первая помощь при ДТП»;
-                   специализированный класс «Криминалистическое обеспечение расследования преступлений» с рабочими местами «Следы на месте происшествия» и «Дорожно-транспортное происшествие»;
-                  специализированный класс «Психологический тренинг и развитие профессиональных компетенций» с рабочим местом «Психологическая полоса препятствий»;
-                  специализированный класс «Первая помощь при ДТП»;
-                  специализированный класс «Тактико-специальная подготовка»;
-                  специализированный класс «Профессиональное обучение и дополнительное профессиональное образование»;
-                  криминалистический полигон «Жилой дом»;
-                   криминалистический полигон «Остановка общественного транспорта с торговым павильоном»;
-                  криминалистический полигон «Гараж»;
-                   учебный полигон «Отдел Министерства внутренних дел Российской Федерации по Загородному району»;
-                  учебный полигон с рабочими местами: «Тактическая полоса препятствий», «Инженерная подготовка», «Тактическая стрельба» и «Тактика досмотра транспортных средств»;
-                  учебный полигон «Блокпост» (контрольно-пропускной пункт); 
-                  учебный полигон «Улично-дорожная сеть»;
-                  автодром получения первоначальных навыков управления транспортным средством;
-                  автодром совершенствования навыков управления транспортным средством;
-                  тир с рабочим местом «Полоса препятствий со стрельбой»;
-                  спортгородок с гимнастическими снарядами.
Ситуационно-ролевой центр и ММУПК на ЗУБ представляют собой совокупность специализированных многофункциональных, технически оснащённых учебных аудиторий и рабочих мест, которые предназначены для проведения практико-ориентированных учебных занятий со всеми категориями обучающихся в целях формирования и совершенствования компетенций и повышения профессионального мастерства преподавателей, анализа и распространения положительного опыта деятельности ОВД, внедрения результатов научных исследований, проведения психолого-педагогических экспериментов. Данные комплексы позволяют моделировать практические ситуации, максимально приближенные к реальным, и тем самым способствовать формированию у обучающихся профессиональных и профессионально-специализированных компетенций в соответствии с требованиями федеральных государственных образовательных стандартов к результатам освоения образовательных программ.
В целях совершенствования деятельности по психологическому обеспечению постоянного и переменного состава создан «Учебно-практический комплекс психологического обеспечения», в состав которого входят кабинет индивидуальной психологической работы, кабинет психологической регуляции с аппаратной для управления системой освещения и звука, кабинет аппаратнопрограммной диагностики и психопрофилактики, аудитория активного социально-психологического обучения сотрудников ГИБДД, кабинет компьютерной психодиагностики, аудитория для проведения психологических тренингов.
Библиотека института представляет собой единый информационно-библиотечный комплекс, состоящий из традиционной библиотеки и электронно-образовательного пространства. В библиотеке функционирует локальная сеть из 71 ПК, 3 серверов, которые включены в общеинститутскую сеть. Библиотека оснащена современной оргтехникой (18 единиц), которая позволяет обслуживать пользователей с использованием технологий штрихового кодирования и радиочастотной идентификации.
Для пользователей в библиотеке функционирует зал информационных ресурсов (38 ПК), зал электронных каталогов (4 ПК), читальный зал библиографии и периодики (13 ПК). Кроме того, в читальном зале доступ к сети Интернет организован по технологии Wi-Fi.
Все компьютеры предоставляют доступ к локальным ресурсам (информационно-образовательный портал, электронные каталоги, справочно-поисковые системы КонсультантПлюс и СТРАС Юрист), удаленным ресурсам сети Интернет, в том числе электронной – информационно-образовательной среде института, электронно-библиотечной системе IPRbooks, Национальной электронной библиотеке, научной библиотеке eLIBRARY. Два ПК имеют выход в электронный читальный зал Президентской библиотеки имени Б.Н. Ельцина.
Техническая оснащённость учебно-материальной базы института позволяет проводить занятия на высоком уровне.